# Гарбхадхана
Гарбхадхана (санскр. गर्भाधान, IAST: Garbhādhāna — «помещение зародыша») — первая из шестнадцати санскар, совершаемых индусами; ритуал зачатия.
Вначале этот обряд представлял собой простое исполнение супружеских обязательств. Считается, что совершение обряда гарантирует рождение ребёнка, особенно сына. Гарбхадхана входит в число ритуалов, которые по Ману-смрити (II.27) очищают для дваждырождённых отцовский и материнский грех.
Желание иметь ребёнка сообщалось сначала семье или жрецу, и далее совершались специальные подготовительные действия. По одной версии, жена должна была совершить ритуал омовения и ждать мужа на кровати. Муж сначала натирал своё тело маслом, произнося при этом молитвы, увеличивающие его способности к оплодотворению. Затем он подходил к жене и просил приготовиться к зачатию.
Во время полового акта муж держал мизинец жены, если он хотел девочку (было крайне редко), большой палец для появления мальчика или всю руку жены, если предоставлял право выбора богам. Для этой цели также произносили сопутствующие мантры. После акта оплодотворения произносилась конечная молитва, и муж оставлял жену для совершения очищающих процедур и получения благословений от брахманов, ждущих за дверьми, а затем уходил спать в отдельную комнату.
Если церемония совершалась, чтобы получить ребёнка с какой-нибудь определённой чертой, например сына-воина или просто знаменитого ребёнка, то принимались дополнительные меры предосторожности. Например, муж не должен был заниматься сексом ни с одной женщиной, пока не будет уверен полностью, что жена забеременела. Если же она не забеременела, то церемония повторялась. В случае же беременности муж мог возобновить сексуальные контакты с другими женщинами, но не с женой до рождения ребёнка.
По другой схеме, описанной в грихья-сутрах, жена приводила себя в порядок, а муж читал молитвы с просьбой о помощи жене в зачатии. Затем наступал половой акт, после которого муж возносил молитву Пушану и касался сердца жены, наклонившись над её правым плечом.
После церемонии необходимым было раздавать подарки и устраивать угощения.